# Étienne Lenoir
Jean Joseph Étienne Lenoir, född 1822, död 1900, var en belgisk-fransk uppfinnare.
Lenoir föddes i Mussy-la-Ville som då låg i Luxemburg, och är en del av Belgien från 1839. Han emigrerade till Frankrike i början av 1850-talet och blev fransk medborgare 1870.
Han byggde världens första förbränningsmotor med kommersiella framgångar. Den allra första förbränningsmotorn byggdes av italienarna Eugenio Barsanti och Felice Matteucci 1856.
Det var 1860 som Lenoir patenterade en tvåtaktsmotor som drevs på lysgas och okomprimerad luft. Tre år senare byggde han en automobil som drevs av en motor anpassad till flytande bränsle. Bilen behövde 3 timmar för att färdas 18 km.
Motorn hade en verkningsgrad på bara 4 %, men den var mycket tillförlitlig och hållbar (vissa exemplar kördes oavbrutet i 20 år). Totalt byggdes 400 motorer, som främst användes till pumpar och tryckerier.
Lenoir uppfann även en elektrisk telegraf, en elektrisk tågbroms och en metod att färga läder med ozon.